# Kōstas Petropoulos
Kōnstantinos Petropoulos, detto Kōstas (in greco Κωνσταντίνος "Κώστας" Πετρόπουλος?; Patrasso, 7 gennaio 1956), è un ex cestista e allenatore di pallacanestro greco.

## Carriera
Con la Grecia ha disputato i Campionati europei del 1981.
Da allenatore ha guidato la Grecia a due edizioni dei Campionati europei (1999, 2001).